# USS Argonaut (SM-1)
El USS Argonaut (V-4/SF-7/SM-1/A-1/APS-1/SS-166) fue un submarino de la Marina de los Estados Unidos, el primer barco en llevar el nombre Argonaut. Se inició como V-4 el 1 de mayo de 1925 en Portsmouth Navy Yard. Fue botado el 10 de noviembre de 1927, patrocinado por la Sra. Philip Mason Sears, hija del contraalmirante William D. MacDougall, y dado de alta el 2 de abril de 1928. Aunque nunca se designó oficialmente como "SS-166", en algún momento mostró este número en su torre de mando.
Fue hundido en un combate contra varios destructores japoneses el 10 de enero de 1943, perdiéndose con toda la tripulación, 102 marineros y oficiales, sigue siendo la mayor pérdida de vidas en un submarino estadounidense en tiempos de guerra.

## Hundimiento

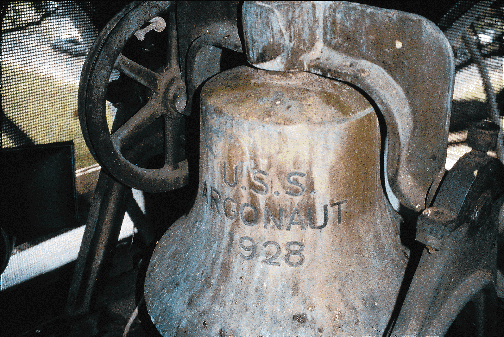
La campana del barco del USS Argonaut, perdido en combate en 1943, todavía sirve en la Capilla Conmemorativa Submarina en Pearl Harbor.

El Argonaut regresó a Pearl Harbor el 26 de agosto de 1942. El símbolo de clasificación de su casco se cambió de SM-1 a APS-1 (submarino de transporte) el 22 de septiembre. Nunca fue designado formalmente como SS-166, pero ese número de casco estaba reservado para él y una foto muestra que ocasionalmente lo mostraba. Su base de operaciones fue trasladada a Brisbane, Queensland (Australia) a finales de ese año. En diciembre, partió de Brisbane bajo el mando del capitán de corbeta John R. Pierce para patrullar el área peligrosa entre Nueva Bretaña y la isla de Bougainville, al sur del archipiélago de Bismarck. 
El 2 de enero de 1943, el Argonaut hundió la cañonera japonesa Ebon Maru en el mar de Bismarck. El 10 de enero, el Argonaut vio un convoy de cinco cargueros y sus destructores de escolta, Maikaze, Isokaze y Hamakaze, que regresaban a Rabaul desde Lae. Por casualidad, un avión del ejército, que no tenía bombas, volaba por encima y fue testigo del ataque de Argonaut. Un miembro de la tripulación a bordo del avión vio a un destructor golpeado por un torpedo y los destructores contraatacaron rápidamente.
La proa del Argonaut de repente rompió el agua en un ángulo inusual. Era evidente que una carga de profundidad había dañado gravemente el submarino. Los destructores japoneses continuaron dando vueltas alrededor del Argonaut, disparando proyectiles contra él; se deslizó debajo de las olas y nunca más se supo del Argonaut. Ciento dos oficiales y hombres se hundieron con ella, la peor pérdida de vidas para un submarino estadounidense en tiempos de guerra. Su nombre fue borrado del Registro de Buques Navales el 26 de febrero.
Los informes japoneses disponibles al final de la guerra registraron un ataque de carga de profundidad seguido de disparos, momento en el que "destruyeron la parte superior del submarino". Sobre la base del informe proporcionado por el aviador del Ejército que presenció el ataque en el que se hundió el Argonaut, se le atribuyó el daño a un destructor japonés en su última patrulla. (Después de la guerra, la contabilidad de JANAC no le dio ninguno). Dado que ninguna de las historias de los tres destructores de escolta informa daños el 10 de enero de 1943, el "golpe" del destructor puede haber sido una explosión prematura.
Antes de que su tripulación partiera para su tercera patrulla de guerra, donaron la campana de Argonaut. Casi 20 meses después de su pérdida, se construyó y dedicó la Capilla Conmemorativa Submarina en la Base Submarina en Pearl Harbor. La campana que cuelga en su campanario proviene de Argonaut, y todavía suena hoy para los servicios ceremoniales.